# Калаганонь Керяз
Калаганонь Керяз (за паспортом Рябов Петр Владимирович; 6 вересня 1961, Вірь Тавла) — ерзянський скульптор, різьбяр по дереву, президент «Союз Тавлинських майстрів "Эрьмезь"». Організатор фестивалю давньої ерзянської пісні «Клич торами». Директор Дому-музею «Етно-кудо» імені Йовлань Оло. 
Член Союзу художників РФ.

## Біографічні відомості
Народився в ерзянській родині у містечку Вірь Тавла Кочкуровського району Республіки Мордовія. Учень заслуженого діяча культури РРФСР та лауреата державної премії Мордовії Н.І. Мастіна. 
Закінчив Напольно-Тавлинську середню школу 1979. 1980—1982 проходив службу в армії СССР, після чого працював у дитячій художній школі рідного села, де викладав різьбу по дереву. Паралельно навчався в Мордовському державному університеті імені Н.П. Огарьова, на філологічному факультеті, який закінчив у 1989 році. Працював у цеху з виробництва сувенірів при Міністерстві місцевої промисловості Мордовської АРСР та керував кооперативом «Тавлинський сувенір». Проживає у Підлісній Тавлі.
З 1999 очолює громадську організацію «Союз Тавлинських майстрів "Эрьмезь"». З 2003 року член Союзу художників Росії.
Його роботи виставляються на міжнародних виставках. Входить до Ради міжрегіонального руху ерзя і мокша народів, учасник багатьох виставок серед майстрів-різьбярів по дереву. 
2006 за ініціативи Керяза відкритий музей «Етно-кудо» імені Йовлань Оло, фольклориста і засновника групи «Торама», а сам Калаганонь став директором музею. 6 вересня 2011 року за ініціативою Калаганонь Керяза пройшов  III фестиваль давньої ерзянської пісні «Зов торамы», присячений 60-річчю фольклориста Йовлань Оло.